# Scarlett Linares
Scarlett Linares (Ciudad Bolívar, Estado Bolívar, Venezuela, 13 de septiembre de 1969) es una cantante venezolana de música llanera, conocida por el seudónimo de La Guayanesa De Oro.

## Biografía
Scarlett Linares nació el 13 de septiembre de 1969 en Ciudad Bolívar, Estado Bolívar, desde los 5 años ya participaba en los eventos culturales de su colegio como cantante y bailadora de joropo. Luego cursando estudios de secundaria en el liceo militar participa en el festival “La Panoja de Oro” obteniendo el primer lugar, con el tema “Venezuela Que te Pasa”. Culmina sus estudios universitarios como licenciada en educación integral, Su fogueo en tarima como cantante continuaba en los diferentes lugares donde se presentaba la música llanera de nuestro país.
En el año 1994 es invitada a formar parte del elenco del cantante Luis Silva en calidad de cantante de antesala y corista. Perteneciendo al equipo musical de El Barinés de Oro es invitada a cantar dos temas por Luis Silva y Joel Leonardo en el evento más importante de música llanera de Venezuela como es el “Atardecer Llanero" efectuado en el Poliedro de Caracas, en dicho evento compartió tarima con intérpretes de la talla de  Simón Díaz, Reynaldo Armas, Luis Silva, El Carrao de Palmarito, Reyna Lucero, Armando Martínez entre otros; Estando en dicho escenario Scarlett Linares es contratada de inmediato como artista exclusiva  por el sello discográfico  “Sonografica” 

## Premios
Entre los galardones recibidos por la artista podemos mencionar, “El Florentino de Oro” mención “Honoris Causa”, Tres premios “Mara Internacional”, un premio “Mara Internacional de Platino”, “imagen Internacional”, doble Disco de Platino por sus ventas del tema “En Carne en Viva”, Disco de Oro por el tema “Valiente” Destacando además con temas impactos en su voz, entre los cuales podemos mencionar: Corazón no Sufras Mas, Tus Pantalones, Ese Muchacho, La Melosa, Mi Propio Respeto, Ojalá que no puedas, Llorando y Tomando, Amo , Pobre de ella, y El Mejor Amante por mencionar algunos. Como cantante de música llanera posee récord en la actualidad de ocupar en más ocasiones primeros lugares en las carteleras radiales de Venezuela.

## Presentaciones y giras
Scarlett realiza presentaciones frecuentemente en países como México, Ecuador, Panamá, Chile, España. Cabe destacar que en 2023 ha  actuado en más de 12 lugares de Colombia, realizado presentaciones en los departamentos del Meta, Arauca, Boyacá y Casanare, Incluyendo en mayo de 2023 una participación especial en el Evento “Viva el Llano” Realizado en Corferias  Bogotá, destacando Ser la Única Mujer de Venezuela y Colombia en participar en tan importante evento. En enero de 2024  se realizó Junto a la Productora Colombiana Pangeaudiovisual el rodaje del Videoclip de su nuevo sencillo Musical, cuya autoría es de Carlos Romero.   
Durante el 2024 participó en el tour "Venezuela es Mujer",  una gira que reúne a varias cantantes femeninas Venezolanas como son:  Karina, Kiara, Elisa Rego y Liz. el compositor Joel Leonardo Arrieche es su Mánager y Productor, desde 1992.

## Discografía
Las producciones discográficas en la carrera de la cantante son
| Año  | Nombre                              | Disquera    |
| ---- | ----------------------------------- | ----------- |
| 1995 | Estoy Contigo                       | Sonográfica |
| 1998 | Sola                                | Sonográfica |
| 2001 | Homenaje a las Grandes del Folklore | Disco Caney |
| 2003 | En Carne Viva                       | Sonográfica |
|      | Tus Pantalones                      | Sonográfica |
| 2016 | Mas Scarlett que nunca              | Sonográfica |

Además de estas producciones en formato de álbum, existen sencillos que no se publicaron como álbum.

### Sencillos 2022
- Pobre de ella.
- El mejor amante.

### Sencillos 2023
- Confesiones a dúo (con Franyer Gómez).[9]
- Celebrando[10] - que es un tema musical diferente a lo que ha hecho hasta el momento ya que es de género bailable alejando de la música llanera.
- El 8 de junio de 2023, la guayanesa lanzó en la plataforma digital "Criollo en Vivo" una mezcla de sus éxitos cuya duración es de 12 minutos, y en el que se destaca la participación como invitado especial Luis Silva, interpretando el éxito "Estoy contigo".

### Sencillos 2024
- Valiente